# Eleição federal na Alemanha em 1998
As eleições federais na Alemanha foram realizadas a 27 de Setembro de 1998 e, serviram para eleger os 669 deputados para o Bundestag.
Os resultados eleitorais deram uma vitória espectacular ao Partido Social-Democrata, que conquistou 40,9% dos votos e 298 deputados, um aumento de 4,5% e de 46 deputados em relação às eleições de 1994. Este resultado significou, também, que, pela primeira vez desde 1972, o SPD obtinha mais votos e deputados que os dois partidos irmãos de centro-direita, CDU/CSU. A esta vitória do SPD, muito se deveu à campanha do partido, com o slogan "Das Neue Mitte", apelando aos votantes moderados desiludidos e cansados após 16 anos governo de CDU/CSU-FDP. Com um programa centrista, inspirado pelo sucesso de Tony Blair e Bill Clinton, e, com a grande popularidade de Gerhard Schröder, candidato a chanceler, o SPD voltava, 16 anos depois, a poder liderar um governo federal.
Os partidos irmãos de centro-direita, União Democrata-Cristã e União Social-Cristã, liderados pelo chanceler Helmut Kohl, obtiveram o seu pior resultado desde 1953, ficando-se pelos 35,1% dos votos e 245 deputados, uma queda de 6,4% e 49 deputados comparado com 1994. A elevada taxa de desemprego, que atingiu os 9,4% e, em especial, na RDA, onde rondava os 20%, as dificuldades económicas sentidas após a reunificação, e, por fim, a desejo de mudança, em, muito explicam, os péssimos resultados de CDU/CSU. Quem também sofreu com a impopularidade de 16 anos de coligação e o desejo de mudança, foram os parceiros de CDU/CSU, o Partido Democrático Liberal, que ficou-se, apenas, pelos 6,2% dos votos e 43 deputados.
A Aliança 90/Os Verdes também não obtiveram um bom resultado, baixando dos 7,3% e 49 deputados de 1994, para 6,7% e 47 deputados. As divisões internas do partido, entre os defensores de uma coligação de governo com SPD e seus opositores, em muito prejudicaram os Verdes.
Por fim, o Partido do Socialismo Democrático continuou com o seu crescimento eleitoral, passando, pela primeira vez, a barreira dos 5%, exigidos para formação de um grupo parlamentar próprio, conquistando 5,1% e 36 deputados. O PDS beneficiou da queda da CDU na antiga RDA, conquistando 21,6% na antiga RDA, provando ter uma base eleitoral muito forte no leste alemão.
Após as eleições, o SPD formaria um governo de coligação com a Aliança 90/Os Verdes, e, assim, Gerhard Schröder tornava-se o primeiro chanceler social-democrata desde 1982.

## Resultados Oficiais

### Método Proporcional (Lista)
| Partido                     | Partido                           | Partido                           | Lista de Partido | Lista de Partido | Lista de Partido | Lista de Partido | Lista de Partido |
| Partido                     | Partido                           | Partido                           | Votos            | %                | +/-              | Deputados        | +/-              |
| --------------------------- | --------------------------------- | --------------------------------- | ---------------- | ---------------- | ---------------- | ---------------- | ---------------- |
|                             | Partido Social-Democrata          | Partido Social-Democrata          | 20 181 269       | 40,93 / 100,00   | 4,54             | 86 / 341         | 63               |
|                             |                                   | União Democrata-Cristã            | 14 004 908       | 28,40 / 100,00   | 5,76             | 124 / 341        | 57               |
|                             | União Social-Cristã               | 3 324 480                         | 6,74 / 100,00    | 0,54             | 9 / 341          | 3                |                  |
| CDU/CSU                     | CDU/CSU                           | 17 329 388                        | 35,14 / 100,00   | 6,30             | 133 / 341        | 60               |                  |
|                             | Aliança 90/Os Verdes              | Aliança 90/Os Verdes              | 3 301 624        | 6,70 / 100,00    | 0,57             | 47 / 341         | 2                |
|                             | Partido Democrático Liberal       | Partido Democrático Liberal       | 3 080 955        | 6,25 / 100,00    | 0,67             | 43 / 341         | 4                |
|                             | Partido do Socialismo Democrático | Partido do Socialismo Democrático | 2 515 454        | 5,10 / 100,00    | 0,71             | 32 / 341         | 6                |
| Barreira Eleitoral de 5,00% |                                   |                                   |                  |                  |                  |                  |                  |
|                             | Os Republicanos                   | Os Republicanos                   | 906 383          | 1,84 / 100,00    | 0,02             | 0 / 341          | Estável          |
|                             | União Popular Alemã               | União Popular Alemã               | 601 192          | 1,22 / 100,00    | Novo             | 0 / 341          | Novo             |
|                             | Outros (com menos de 1,00%)       | Outros (com menos de 1,00%)       | 1 392 247        | 2,83 / 100,00    |                  | 0 / 341          |                  |
| Votos Inválidos             | Votos Inválidos                   | Votos Inválidos                   | 638 575          |                  |                  |                  |                  |
| Total                       | Total                             | Total                             | 49 947 087       | 100,00 / 100,00  |                  | 341 / 341        | 3                |
| Eleitorado/Participação     | Eleitorado/Participação           | Eleitorado/Participação           | 60 762 751       | 82,20 / 100,00   | 3,2              |                  |                  |
| Fonte                       | Fonte                             | Fonte                             | [ 5 ]            | [ 5 ]            | [ 5 ]            | [ 5 ]            | [ 5 ]            |

### Método Uninominal (Distrito)
| Partido                 | Partido                           | Partido                           | Distrito Eleitoral | Distrito Eleitoral | Distrito Eleitoral | Distrito Eleitoral | Distrito Eleitoral |
| Partido                 | Partido                           | Partido                           | Votos              | %                  | +/-                | Deputados          | +/-                |
| ----------------------- | --------------------------------- | --------------------------------- | ------------------ | ------------------ | ------------------ | ------------------ | ------------------ |
|                         | Partido Social-Democrata          | Partido Social-Democrata          | 21 535 893         | 43,80 / 100,00     | 5,53               | 212 / 328          | 109                |
|                         |                                   | União Democrata-Cristã            | 15 854 215         | 32,25 / 100,00     | 4,97               | 74 / 328           | 103                |
|                         | União Social-Cristã               | 3 602 472                         | 7,33 / 100,00      | 0,46               | 38 / 328           | 6                  |                    |
| CDU/CSU                 | CDU/CSU                           | 19 456 687                        | 39,58 / 100,00     | 5,43               | 112 / 328          | 109                |                    |
|                         | Aliança 90/Os Verdes              | Aliança 90/Os Verdes              | 2 448 162          | 4,98 / 100,00      | 1,49               | 0 / 328            | Estável            |
|                         | Partido do Socialismo Democrático | Partido do Socialismo Democrático | 2 416 781          | 4,92 / 100,00      | 0,83               | 4 / 328            | Estável            |
|                         | Partido Democrático Liberal       | Partido Democrático Liberal       | 1 486 433          | 3,02 / 100,00      | 0,30               | 0 / 328            | Estável            |
|                         | Os Republicanos                   | Os Republicanos                   | 1 115 664          | 2,27 / 100,00      | 0,59               | 0 / 328            | Estável            |
|                         | Outros (com menos de 1,00%)       | Outros (com menos de 1,00%)       | 706 960            | 1,43 / 100,00      |                    | 0 / 328            |                    |
| Votos Inválidos         | Votos Inválidos                   | Votos Inválidos                   | 780 507            |                    |                    |                    |                    |
| Total                   | Total                             | Total                             | 49 947 087         | 100,00 / 100,00    |                    | 328 / 328          |                    |
| Eleitorado/Participação | Eleitorado/Participação           | Eleitorado/Participação           | 60 762 751         | 82,20 / 100,00     | 3,23               |                    |                    |
| Fonte                   | Fonte                             | Fonte                             | [ 5 ]              | [ 5 ]              | [ 5 ]              | [ 5 ]              | [ 5 ]              |

### Total de Deputados
| Partido | Partido                           | Partido                           | Distrito Eleitoral | Distrito Eleitoral | Lista de Partido | Lista de Partido | Total     | Total   |
| Partido | Partido                           | Partido                           | Deputados          | +/-                | Deputados        | +/-              | Deputados | +/-     |
| ------- | --------------------------------- | --------------------------------- | ------------------ | ------------------ | ---------------- | ---------------- | --------- | ------- |
|         | Partido Social-Democrata          | Partido Social-Democrata          | 212 / 328          | 109                | 86 / 341         | 63               | 298 / 669 | 46      |
|         |                                   | União Democrata-Cristã            | 74 / 328           | 103                | 124 / 341        | 57               | 198 / 669 | 46      |
|         | União Social-Cristã               | 38 / 328                          | 6                  | 9 / 341            | 3                | 47 / 669         | 3         |         |
| CDU/CSU | CDU/CSU                           | 112 / 328                         | 109                | 133 / 341          | 60               | 245 / 669        | 49        |         |
|         | Aliança 90/Os Verdes              | Aliança 90/Os Verdes              | 0 / 328            | Estável            | 47 / 341         | 2                | 47 / 669  | 2       |
|         | Partido Democrático Liberal       | Partido Democrático Liberal       | 0 / 328            | Estável            | 43 / 341         | 4                | 43 / 669  | 4       |
|         | Partido do Socialismo Democrático | Partido do Socialismo Democrático | 4 / 328            | Estável            | 32 / 341         | 6                | 36 / 669  | 6       |
|         | Os Republicanos                   | Os Republicanos                   | 0 / 328            | Estável            | 0 / 341          | Estável          | 0 / 669   | Estável |
|         | União Popular Alemã               | União Popular Alemã               |                    |                    | 0 / 341          | Novo             | 0 / 669   | Novo    |
|         | Outros (com menos de 1,00%)       | Outros (com menos de 1,00%)       | 0 / 328            |                    | 0 / 341          |                  | 0 / 669   |         |
| Total   | Total                             | Total                             | 328 / 328          |                    | 341 / 341        | 3                | 669 / 669 | 3       |
| Fonte   | Fonte                             | Fonte                             | [ 5 ]              | [ 5 ]              | [ 5 ]            | [ 5 ]            | [ 5 ]     | [ 5 ]   |

## Resultados por Estado Federal
A tabela de resultados apresentada refere-se aos votos obtidos na lista de partido e, apenas, refere-se a partidos com mais de 1,0% dos votos:
| Estado                           | %    | D   | %       | D       | %    | D   | %   | D   | %    | D   | %   | D   | %   | D   | Votantes   |
| Estado                           | SPD  | SPD | CDU CSU | CDU CSU | GRÜ  | GRÜ | FDP | FDP | PDS  | PDS | REP | REP | DVU | DVU | Votantes   |
| -------------------------------- | ---- | --- | ------- | ------- | ---- | --- | --- | --- | ---- | --- | --- | --- | --- | --- | ---------- |
| Estado                           |      |     |         |         |      |     |     |     |      |     |     |     |     |     | Votantes   |
| Baden-Württemberg                | 35,6 | 30  | 37,8    | 32      | 9,2  | 8   | 8,8 | 7   | 1,0  | 1   | 4,0 | -   | 0,6 | -   | 6 032 612  |
| Baixa Saxônia                    | 49,4 | 35  | 34,1    | 24      | 5,9  | 4   | 6,4 | 4   | 1,0  | 1   | 0,9 | -   | 0,6 | -   | 4 996 360  |
| Baviera                          | 34,4 | 34  | 47,7    | 47      | 5,9  | 6   | 5,1 | 5   | 0,7  | 1   | 2,6 | -   | 0,6 | -   | 7 026 811  |
| Berlim                           | 37,8 | 10  | 23,7    | 7       | 11,3 | 3   | 4,9 | 1   | 13,5 | 4   | 2,4 | -   | 2,1 | -   | 1 980 517  |
| Brandeburgo                      | 43,9 | 12  | 20,7    | 5       | 3,4  | 1   | 2,8 | 1   | 20,0 | 4   | 1,7 | -   | 2,8 | -   | 1 587 152  |
| Bremen                           | 50,2 | 3   | 25,4    | 1       | 11,3 | 1   | 5,9 | -   | 2,4  | -   | 0,7 | -   | 1,7 | -   | 406 054    |
| Hamburgo                         | 45,8 | 7   | 30,0    | 4       | 10,8 | 1   | 6,5 | 1   | 2,3  | -   | 0,6 | -   | 2,1 | -   | 984 644    |
| Hesse                            | 41,6 | 21  | 34,7    | 17      | 8,2  | 4   | 7,9 | 4   | 1,5  | 1   | 2,3 | -   | 1,0 | -   | 3 619 884  |
| Mecklemburgo-Pomerânia Ocidental | 35,3 | 7   | 29,3    | 4       | 3,0  | -   | 2,2 | -   | 23,6 | 4   | 0,6 | -   | 2,7 | -   | 1 117 517  |
| Renânia do Norte-Vestfália       | 46,9 | 72  | 33,8    | 52      | 6,9  | 11  | 7,3 | 11  | 1,2  | 2   | 1,1 | -   | 0,9 | -   | 10 984 476 |
| Renânia-Palatinado               | 41,3 | 15  | 39,1    | 14      | 6,1  | 2   | 7,1 | 3   | 1,0  | -   | 2,2 | -   | 0,7 | -   | 2 529 717  |
| Sarre                            | 52,4 | 5   | 31,8    | 3       | 5,5  | -   | 4,7 | -   | 1,0  | -   | 1,2 | -   | 0,9 | -   | 702 986    |
| Saxônia                          | 29,1 | 12  | 32,7    | 13      | 4,4  | 2   | 3,7 | 2   | 20,0 | 8   | 1,9 | -   | 2,6 | -   | 2 941 359  |
| Saxônia-Anhalt                   | 38,1 | 13  | 27,2    | 6       | 3,3  | 1   | 4,1 | 1   | 20,7 | 5   | 0,6 | -   | 3,2 | -   | 1 657 621  |
| Schleswig-Holstein               | 45,4 | 11  | 35,7    | 9       | 6,5  | 2   | 7,6 | 2   | 1,5  | -   | 0,4 | -   | 1,3 | -   | 1 760 598  |
| Turíngia                         | 34,5 | 11  | 28,9    | 7       | 3,9  | 1   | 3,4 | 1   | 21,2 | 5   | 1,6 | -   | 2,9 | -   | 1 618 779  |
| Alemanha                         | 40,9 | 298 | 35,1    | 245     | 6,7  | 47  | 6,2 | 43  | 5,1  | 36  | 1,8 | -   | 1,2 | -   | 49 947 087 |

### Baden-Württemberg
| Partido                 | Partido                           | Votos     | %    | +/- | Deputados | +/-     |
| ----------------------- | --------------------------------- | --------- | ---- | --- | --------- | ------- |
|                         | União Democrata-Cristã            | 2 245 873 | 37,8 | 5,5 | 32 / 78   | 5       |
|                         | Partido Social-Democrata          | 2 118 438 | 35,6 | 4,9 | 30 / 78   | 5       |
|                         | Aliança 90/Os Verdes              | 549 567   | 9,2  | 0,4 | 8 / 78    | Estável |
|                         | Partido Democrático Liberal       | 524 527   | 8,8  | 1,1 | 7 / 78    | 1       |
|                         | Os Republicanos                   | 240 402   | 4,0  | 0,9 | 0 / 78    | Estável |
|                         | Partido do Socialismo Democrático | 58 013    | 1,0  | 0,2 | 1 / 78    | Estável |
|                         | Outros                            | 208 543   | 3,5  |     | 0 / 78    |         |
| Votos Inválidos         | Votos Inválidos                   | 87 248    | 1,2  | 0,1 |           |         |
| Total                   | Total                             | 6 032 612 | 100  |     | 78        | 1       |
| Eleitorado/Participação | Eleitorado/Participação           | 7 256 933 | 83,1 | 3,4 |           |         |

### Baixa Saxônia
| Partido                 | Partido                           | Votos     | %    | +/-     | Deputados | +/-     |
| ----------------------- | --------------------------------- | --------- | ---- | ------- | --------- | ------- |
|                         | Partido Social-Democrata          | 2 446 945 | 49,4 | 8,8     | 35 / 68   | 7       |
|                         | União Democrata-Cristã            | 1 689 953 | 34,1 | 7,2     | 24 / 68   | 4       |
|                         | Partido Democrático Liberal       | 314 503   | 6,4  | 1,3     | 4 / 68    | 1       |
|                         | Aliança 90/Os Verdes              | 292 799   | 5,9  | 1,2     | 4 / 68    | 1       |
|                         | Partido do Socialismo Democrático | 50 068    | 1,0  | Estável | 1 / 68    | Estável |
|                         | Outros                            | 157 693   | 3,2  |         | 0 / 68    |         |
| Votos Inválidos         | Votos Inválidos                   | 44 399    | 0,8  | Estável |           |         |
| Total                   | Total                             | 4 996 370 | 100  |         | 68        | 1       |
| Eleitorado/Participação | Eleitorado/Participação           | 5 954 567 | 83,9 | 2,1     |           |         |

### Baviera
| Partido                 | Partido                           | Votos     | %    | +/- | Deputados | +/-     |
| ----------------------- | --------------------------------- | --------- | ---- | --- | --------- | ------- |
|                         | União Social-Cristã               | 3 324 480 | 47,7 | 3,5 | 47 / 93   | 3       |
|                         | Partido Social-Democrata          | 2 401 021 | 34,4 | 4,8 | 34 / 93   | 5       |
|                         | Aliança 90/Os Verdes              | 413 909   | 5,9  | 0,4 | 6 / 93    | Estável |
|                         | Partido Democrático Liberal       | 354 620   | 5,1  | 1,3 | 5 / 93    | 1       |
|                         | Os Republicanos                   | 179 038   | 2,6  | 0,2 | 0 / 93    | Estável |
|                         | Partido do Socialismo Democrático | 46 301    | 0,7  | 0,2 | 1 / 93    | Estável |
|                         | Outros                            | 255 099   | 3,7  |     | 0 / 93    |         |
| Votos Inválidos         | Votos Inválidos                   | 87 248    | 0,6  | 0,2 |           |         |
| Total                   | Total                             | 7 026 811 | 100  |     | 93        | 1       |
| Eleitorado/Participação | Eleitorado/Participação           | 8 875 328 | 78,6 | 1,7 |           |         |

### Berlim
| Partido                 | Partido                           | Votos     | %    | +/-  | Deputados | +/-     |
| ----------------------- | --------------------------------- | --------- | ---- | ---- | --------- | ------- |
|                         | Partido Social-Democrata          | 740 915   | 37,8 | 3,8  | 10 / 25   | 1       |
|                         | União Democrata-Cristã            | 463 438   | 23,7 | 7,7  | 7 / 25    | 2       |
|                         | Partido do Socialismo Democrático | 263 337   | 13,5 | 1,3  | 4 / 25    | Estável |
|                         | Aliança 90/Os Verdes              | 221 849   | 11,3 | 1,1  | 3 / 25    | Estável |
|                         | Partido Democrático Liberal       | 95 403    | 4,9  | 0,3  | 1 / 25    | 1       |
|                         | Os Republicanos                   | 46 542    | 2,4  | 0,5  | 0 / 25    | Estável |
|                         | União Popular Alemã               | 41 671    | 2,1  | Novo | 0 / 25    | Novo    |
|                         | Outros                            | 84 804    | 4,3  |      | 0 / 25    |         |
| Votos Inválidos         | Votos Inválidos                   | 22 558    | 0,9  | 0,1  |           |         |
| Total                   | Total                             | 1 980 517 | 100  |      | 25        | 2       |
| Eleitorado/Participação | Eleitorado/Participação           | 2 442 929 | 81,1 | 2,5  |           |         |

### Brandeburgo
| Partido                 | Partido                           | Votos     | %    | +/-  | Deputados | +/-     |
| ----------------------- | --------------------------------- | --------- | ---- | ---- | --------- | ------- |
|                         | Partido Social-Democrata          | 620 710   | 43,9 | 1,2  | 12 / 23   | Estável |
|                         | União Democrata-Cristã            | 293 215   | 20,7 | 7,4  | 5 / 23    | 1       |
|                         | Partido do Socialismo Democrático | 283 002   | 20,0 | 0,7  | 4 / 23    | Estável |
|                         | Aliança 90/Os Verdes              | 48 595    | 3,4  | 0,5  | 1 / 23    | 1       |
|                         | União Popular Alemã               | 40 102    | 2,8  | Novo | 0 / 23    | Novo    |
|                         | Partido Democrático Liberal       | 39 086    | 2,8  | 0,2  | 1 / 23    | Estável |
|                         | Pró-Marco Alemão                  | 30 127    | 2,1  | Novo | 0 / 23    | Novo    |
|                         | Os Republicanos                   | 24 165    | 1,7  | 0,6  | 0 / 23    | Estável |
|                         | Outros                            | 34 483    | 2,4  |      | 0 / 23    |         |
| Votos Inválidos         | Votos Inválidos                   | 43 933    | 2,2  | 1,2  |           |         |
| Total                   | Total                             | 1 457 418 | 100  |      | 23        |         |
| Eleitorado/Participação | Eleitorado/Participação           | 2 032 303 | 71,7 | 0,2  |           |         |

### Bremen
| Partido                 | Partido                           | Votos   | %    | +/-  | Deputados | +/-     |
| ----------------------- | --------------------------------- | ------- | ---- | ---- | --------- | ------- |
|                         | Partido Social-Democrata          | 201 539 | 50,2 | 4,7  | 3 / 5     | Estável |
|                         | União Democrata-Cristã            | 102 115 | 25,4 | 4,8  | 1 / 5     | 1       |
|                         | Aliança 90/Os Verdes              | 45 303  | 11,3 | 0,2  | 1 / 5     | Estável |
|                         | Partido Democrático Liberal       | 23 809  | 5,9  | 1,3  | 0 / 5     | Estável |
|                         | Partido do Socialismo Democrático | 9 815   | 2,4  | 0,3  | 0 / 5     | Estável |
|                         | União Popular Alemã               | 6 667   | 1,7  | Novo | 0 / 5     | Novo    |
|                         | Pró-Marco Alemão                  | 3 859   | 1,0  | Novo | 0 / 5     | Novo    |
|                         | Outros                            | 8 394   | 2,1  |      | 0 / 5     |         |
| Votos Inválidos         | Votos Inválidos                   | 4 553   | 0,9  | 0,7  |           |         |
| Total                   | Total                             | 406 054 | 100  |      | 5         | 1       |
| Eleitorado/Participação | Eleitorado/Participação           | 494 809 | 82,1 | 3,6  |           |         |

### Hamburgo
| Partido                 | Partido                           | Votos     | %    | +/-  | Deputados | +/-     |
| ----------------------- | --------------------------------- | --------- | ---- | ---- | --------- | ------- |
|                         | Partido Social-Democrata          | 445 276   | 45,8 | 6,1  | 7 / 13    | 1       |
|                         | União Democrata-Cristã            | 291 756   | 30,0 | 4,9  | 4 / 13    | 1       |
|                         | Aliança 90/Os Verdes              | 104 658   | 10,8 | 1,6  | 1 / 13    | 1       |
|                         | Partido Democrático Liberal       | 62 835    | 6,5  | 0,7  | 1 / 13    | Estável |
|                         | Partido do Socialismo Democrático | 22 603    | 2,3  | 0,1  | 0 / 13    | Estável |
|                         | União Popular Alemã               | 20 601    | 2,1  | Novo | 0 / 13    | Novo    |
|                         | Outros                            | 25 632    | 2,6  |      | 0 / 13    |         |
| Votos Inválidos         | Votos Inválidos                   | 11 283    | 0,9  | 0,1  |           |         |
| Total                   | Total                             | 984 644   | 100  |      | 13        | 1       |
| Eleitorado/Participação | Eleitorado/Participação           | 1 213 821 | 81,1 | 1,4  |           |         |

### Hesse
| Partido                 | Partido                           | Votos     | %    | +/-  | Deputados | +/-     |
| ----------------------- | --------------------------------- | --------- | ---- | ---- | --------- | ------- |
|                         | Partido Social-Democrata          | 1 481 898 | 41,6 | 4,4  | 21 / 47   | 2       |
|                         | União Democrata-Cristã            | 1 238 158 | 34,7 | 6,0  | 17 / 47   | 3       |
|                         | Aliança 90/Os Verdes              | 293 939   | 8,2  | 1,1  | 4 / 47    | 1       |
|                         | Partido Democrático Liberal       | 279 988   | 7,9  | 0,2  | 4 / 47    | Estável |
|                         | Os Republicanos                   | 83 595    | 2,3  | 0,1  | 0 / 47    | Estável |
|                         | Partido do Socialismo Democrático | 52 216    | 1,5  | 0,4  | 1 / 47    | Estável |
|                         | União Popular Alemã               | 34 134    | 1,0  | Novo | 0 / 47    | Novo    |
|                         | Outros                            | 102 603   | 2,9  |      | 0 / 47    |         |
| Votos Inválidos         | Votos Inválidos                   | 53 353    | 1,2  | 0,1  |           |         |
| Total                   | Total                             | 3 619 884 | 100  |      | 47        | 2       |
| Eleitorado/Participação | Eleitorado/Participação           | 4 297 202 | 84,2 | 1,9  |           |         |

### Mecklemburgo-Pomerânia Ocidental
| Partido                 | Partido                           | Votos     | %    | +/-     | Deputados | +/-     |
| ----------------------- | --------------------------------- | --------- | ---- | ------- | --------- | ------- |
|                         | Partido Social-Democrata          | 384 746   | 35,3 | 6,5     | 7 / 15    | 3       |
|                         | União Democrata-Cristã            | 318 939   | 29,3 | 9,2     | 4 / 15    | 3       |
|                         | Partido do Socialismo Democrático | 257 464   | 23,6 | Estável | 4 / 15    | 1       |
|                         | Aliança 90/Os Verdes              | 32 132    | 3,0  | 0,6     | 0 / 15    | Estável |
|                         | União Popular Alemã               | 29 703    | 2,7  | Novo    | 0 / 15    | Novo    |
|                         | Partido Democrático Liberal       | 24 300    | 2,2  | 1,2     | 0 / 15    | 1       |
|                         | Pró-Marco Alemão                  | 16 025    | 1,5  | Novo    | 0 / 15    | Novo    |
|                         | Partido Nacional Democrático      | 10 653    | 1,0  | -       | 0 / 15    | -       |
|                         | Outros                            | 15 314    | 1,4  |         | 0 / 15    |         |
| Votos Inválidos         | Votos Inválidos                   | 28 241    | 2,0  | 0,2     |           |         |
| Total                   | Total                             | 1 117 517 | 100  |         | 15        |         |
| Eleitorado/Participação | Eleitorado/Participação           | 1 407 661 | 79,4 | 6,6     |           |         |

### Renânia do Norte-Vestfália
| Partido                 | Partido                           | Votos      | %    | +/- | Deputados | +/-     |
| ----------------------- | --------------------------------- | ---------- | ---- | --- | --------- | ------- |
|                         | Partido Social-Democrata          | 5 097 425  | 46,9 | 3,5 | 72 / 148  | 6       |
|                         | União Democrata-Cristã            | 3 669 024  | 33,8 | 4,2 | 52 / 148  | 6       |
|                         | Partido Democrático Liberal       | 789 745    | 7,3  | 0,3 | 11 / 148  | 1       |
|                         | Aliança 90/Os Verdes              | 745 911    | 6,9  | 0,5 | 11 / 148  | Estável |
|                         | Partido do Socialismo Democrático | 131 550    | 1,2  | 0,2 | 2 / 148   | 1       |
|                         | Os Republicanos                   | 113 608    | 1,1  | 0,2 | 0 / 148   | Estável |
|                         | Outros                            | 322 272    | 3,0  |     | 0 / 148   |         |
| Votos Inválidos         | Votos Inválidos                   | 114 941    | 0,9  | 1,0 |           |         |
| Total                   | Total                             | 10 984 476 | 100  |     | 148       |         |
| Eleitorado/Participação | Eleitorado/Participação           | 13 086 397 | 83,9 | 2,0 |           |         |

### Renânia-Palatinado
| Partido                 | Partido                           | Votos     | %    | +/- | Deputados | +/-     |
| ----------------------- | --------------------------------- | --------- | ---- | --- | --------- | ------- |
|                         | Partido Social-Democrata          | 1 028 886 | 41,3 | 1,9 | 15 / 34   | 1       |
|                         | União Democrata-Cristã            | 975 258   | 39,1 | 4,7 | 14 / 34   | 1       |
|                         | Partido Democrático Liberal       | 177 016   | 7,1  | 0,2 | 3 / 34    | 1       |
|                         | Aliança 90/Os Verdes              | 152 009   | 6,1  | 0,1 | 2 / 34    | Estável |
|                         | Os Republicanos                   | 53 676    | 2,2  | 0,2 | 0 / 34    | Estável |
|                         | Partido do Socialismo Democrático | 25 083    | 1,0  | 0,4 | 0 / 34    | Estável |
|                         | Outros                            | 79 824    | 3,1  |     | 0 / 34    |         |
| Votos Inválidos         | Votos Inválidos                   | 37 965    | 1,3  | 0,1 |           |         |
| Total                   | Total                             | 2 529 717 | 100  |     | 34        | 1       |
| Eleitorado/Participação | Eleitorado/Participação           | 3 016 036 | 83,9 | 1,6 |           |         |

### Sarre
| Partido                 | Partido                           | Votos   | %    | +/- | Deputados | +/-     |
| ----------------------- | --------------------------------- | ------- | ---- | --- | --------- | ------- |
|                         | Partido Social-Democrata          | 361 486 | 52,4 | 3,6 | 5 / 8     | Estável |
|                         | União Democrata-Cristã            | 219 484 | 31,8 | 5,4 | 3 / 8     | 1       |
|                         | Aliança 90/Os Verdes              | 37 807  | 5,5  | 0,3 | 0 / 8     | Estável |
|                         | Partido Democrático Liberal       | 32 517  | 4,7  | 0,4 | 0 / 8     | Estável |
|                         | Os Republicanos                   | 8 240   | 1,2  | 0,4 | 0 / 8     | Estável |
|                         | Partido do Socialismo Democrático | 7 087   | 1,0  | 0,3 | 0 / 8     | Estável |
|                         | Outros                            | 22 687  | 3,3  |     | 0 / 8     |         |
| Votos Inválidos         | Votos Inválidos                   | 13 678  | 1,7  | 1,9 |           |         |
| Total                   | Total                             | 702 986 | 100  |     | 8         | 1       |
| Eleitorado/Participação | Eleitorado/Participação           | 828 507 | 84,9 | 1,4 |           |         |

### Saxônia
| Partido                 | Partido                           | Votos     | %    | +/-  | Deputados | +/-     |
| ----------------------- | --------------------------------- | --------- | ---- | ---- | --------- | ------- |
|                         | União Democrata-Cristã            | 945 199   | 32,7 | 15,3 | 13 / 37   | 8       |
|                         | Partido Social-Democrata          | 842 329   | 29,1 | 4,8  | 12 / 37   | 3       |
|                         | Partido do Socialismo Democrático | 577 764   | 20,0 | 3,3  | 8 / 37    | 2       |
|                         | Aliança 90/Os Verdes              | 126 964   | 4,4  | 0,4  | 2 / 37    | Estável |
|                         | Partido Democrático Liberal       | 105 524   | 3,7  | 0,1  | 2 / 37    | 1       |
|                         | Pró-Marco Alemão                  | 77 751    | 2,7  | Novo | 0 / 37    | Novo    |
|                         | União Popular Alemã               | 75 579    | 2,6  | Novo | 0 / 37    | Novo    |
|                         | Os Republicanos                   | 55 129    | 1,9  | 0,5  | 0 / 37    | Estável |
|                         | Partido Nacional Democrático      | 34 485    | 1,2  | -    | 0 / 37    | -       |
|                         | Outros                            | 53 641    | 1,8  |      | 0 / 37    |         |
| Votos Inválidos         | Votos Inválidos                   | 46 994    | 1,2  | 0,3  |           |         |
| Total                   | Total                             | 2 941 359 | 100  |      | 37        | 2       |
| Eleitorado/Participação | Eleitorado/Participação           | 3 602 458 | 81,7 | 9,7  |           |         |

### Saxônia-Anhalt
| Partido                 | Partido                           | Votos     | %    | +/-     | Deputados | +/-     |
| ----------------------- | --------------------------------- | --------- | ---- | ------- | --------- | ------- |
|                         | Partido Social-Democrata          | 620 771   | 38,1 | 4,7     | 13 / 26   | 6       |
|                         | União Democrata-Cristã            | 444 311   | 27,2 | 11,6    | 6 / 26    | 4       |
|                         | Partido do Socialismo Democrático | 337 393   | 20,7 | 2,7     | 5 / 26    | 1       |
|                         | Partido Democrático Liberal       | 66 428    | 4,1  | Estável | 1 / 26    | Estável |
|                         | Aliança 90/Os Verdes              | 54 538    | 3,3  | 0,3     | 1 / 26    | Estável |
|                         | União Popular Alemã               | 52 179    | 3,2  | Novo    | 0 / 26    | Novo    |
|                         | Pró-Marco Alemão                  | 31 167    | 1,9  | Novo    | 0 / 26    | Novo    |
|                         | Outros                            | 24 390    | 1,5  |         | 0 / 26    |         |
| Votos Inválidos         | Votos Inválidos                   | 26 444    | 1,2  | Estável |           |         |
| Total                   | Total                             | 1 657 621 | 100  |         | 26        | 3       |
| Eleitorado/Participação | Eleitorado/Participação           | 2 149 785 | 77,1 | 6,7     |           |         |

### Schleswig-Holstein
| Partido                 | Partido                           | Votos     | %    | +/-  | Deputados | +/-     |
| ----------------------- | --------------------------------- | --------- | ---- | ---- | --------- | ------- |
|                         | Partido Social-Democrata          | 788 907   | 45,4 | 3,9  | 11 / 24   | 1       |
|                         | União Democrata-Cristã            | 620 516   | 35,7 | 3,9  | 9 / 24    | 1       |
|                         | Partido Democrático Liberal       | 131 611   | 7,6  | 0,2  | 2 / 24    | Estável |
|                         | Aliança 90/Os Verdes              | 112 287   | 6,5  | 1,8  | 2 / 24    | Estável |
|                         | Partido do Socialismo Democrático | 25 470    | 1,5  | 0,4  | 0 / 24    | Estável |
|                         | União Popular Alemã               | 21 913    | 1,3  | Novo | 0 / 24    | Novo    |
|                         | Outros                            | 36 051    | 2,1  |      | 0 / 24    |         |
| Votos Inválidos         | Votos Inválidos                   | 23 843    | 1,1  | 0,2  |           |         |
| Total                   | Total                             | 1 760 598 | 100  |      | 24        |         |
| Eleitorado/Participação | Eleitorado/Participação           | 2 135 992 | 82,4 | 1,5  |           |         |

### Turíngia
| Partido                 | Partido                           | Votos     | %    | +/-  | Deputados | +/-     |
| ----------------------- | --------------------------------- | --------- | ---- | ---- | --------- | ------- |
|                         | Partido Social-Democrata          | 549 942   | 34,5 | 4,3  | 11 / 25   | 5       |
|                         | União Democrata-Cristã            | 460 441   | 28,9 | 12,1 | 7 / 25    | 5       |
|                         | Partido do Socialismo Democrático | 338 200   | 21,2 | 4,0  | 5 / 25    | 1       |
|                         | Aliança 90/Os Verdes              | 62 068    | 3,9  | 1,0  | 1 / 25    | Estável |
|                         | Partido Democrático Liberal       | 54 233    | 3,4  | 0,7  | 1 / 25    | Estável |
|                         | União Popular Alemã               | 45 744    | 2,9  | Novo | 0 / 25    | Novo    |
|                         | Pró-Marco Alemão                  | 31 583    | 2,0  | Novo | 0 / 25    | Novo    |
|                         | Os Republicanos                   | 25 258    | 1,6  | 0,2  | 0 / 25    | Estável |
|                         | Outros                            | 25 759    | 1,6  |      | 0 / 25    |         |
| Votos Inválidos         | Votos Inválidos                   | 25 551    | 1,3  | 1,1  |           |         |
| Total                   | Total                             | 1 618 779 | 100  |      | 25        | 1       |
| Eleitorado/Participação | Eleitorado/Participação           | 1 968 023 | 82,3 | 7,4  |           |         |